# St. Georg (Lützelburg)

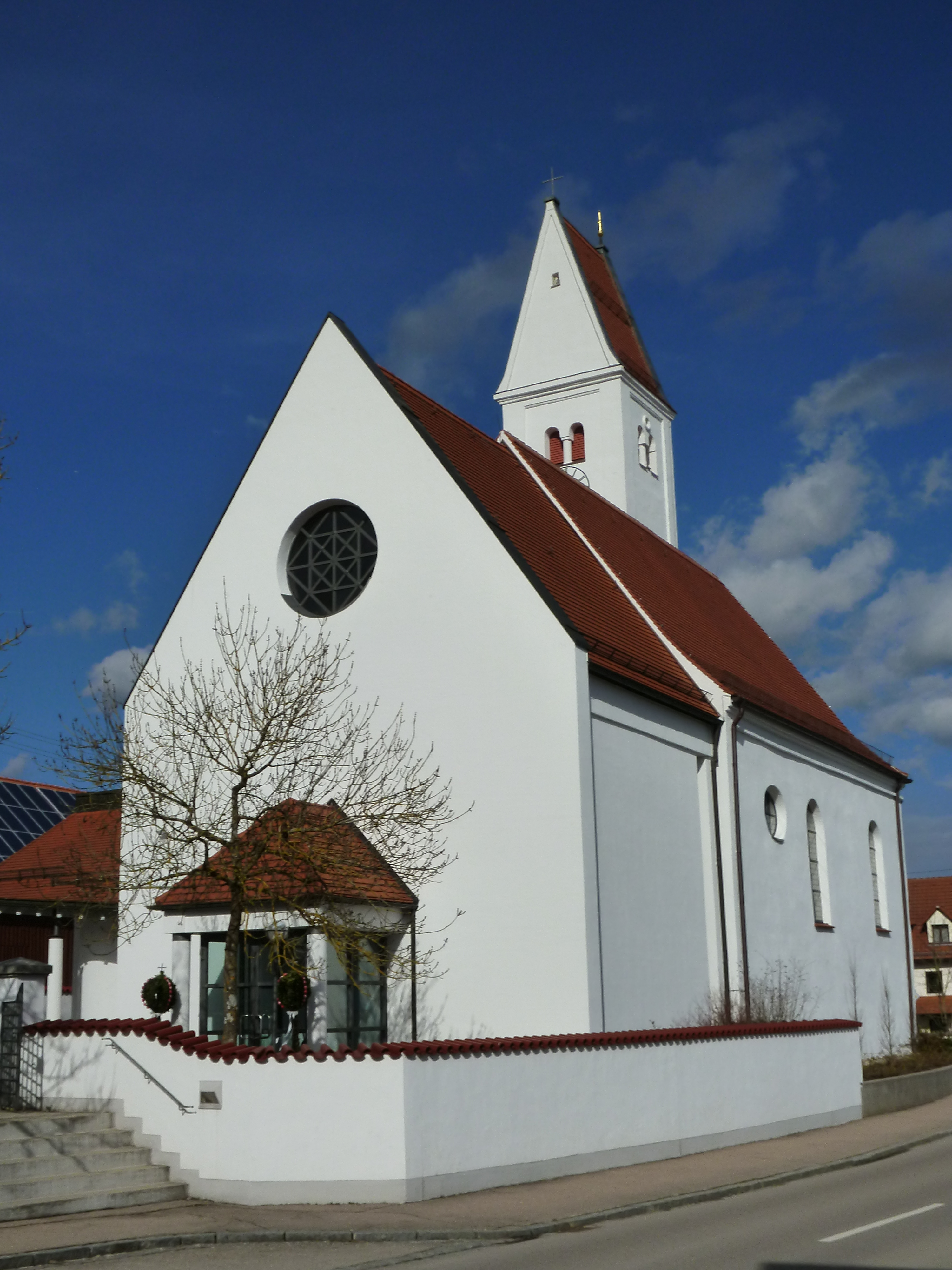
Pfarrkirche St. Georg in Lützelburg

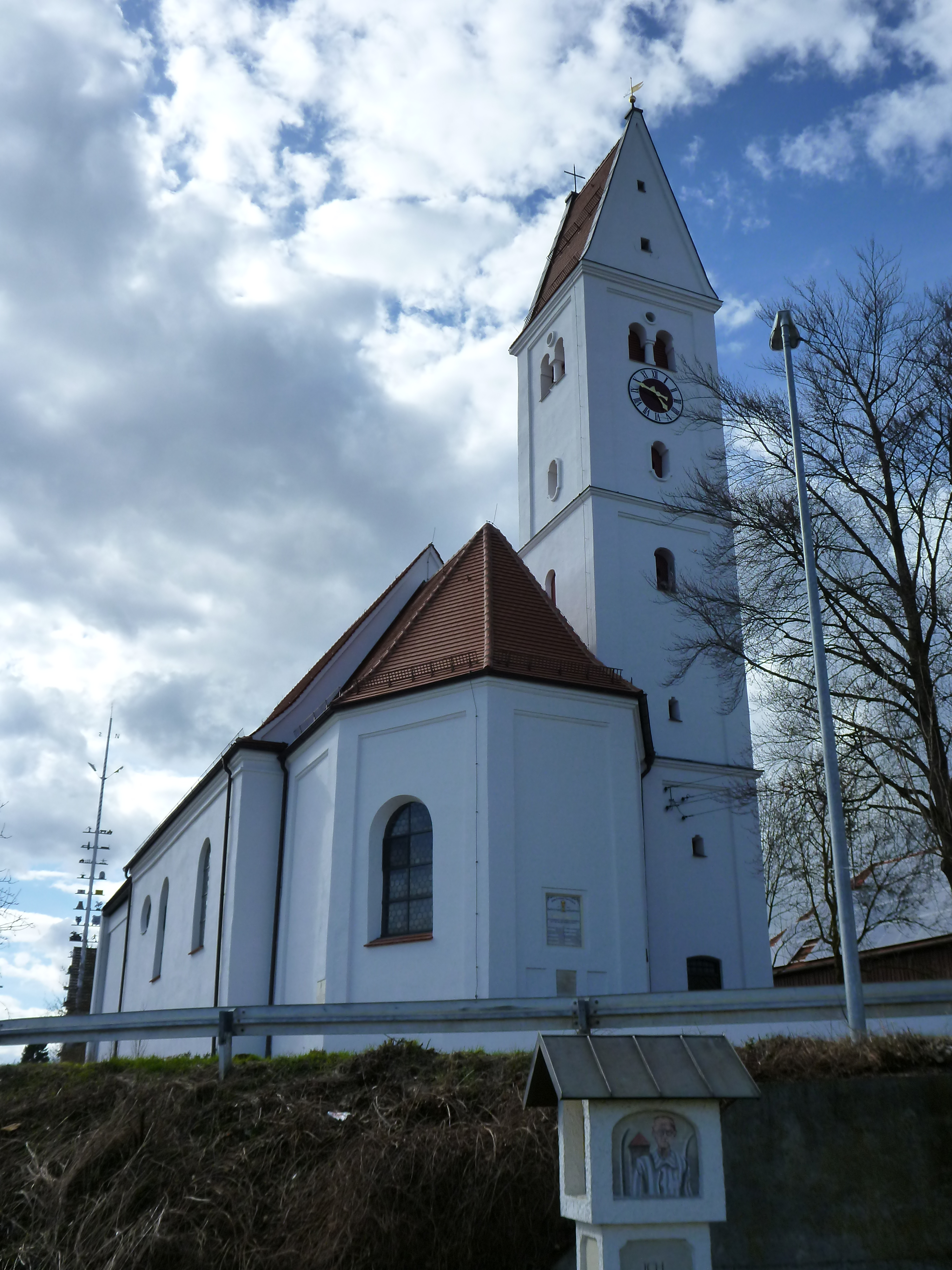
Chor und Kirchturm

Die römisch-katholische Pfarrkirche St. Georg in Lützelburg, einem Ortsteil der Gemeinde Gablingen im schwäbischen Landkreis Augsburg in Bayern, wurde nach Plänen von Elias Holl um 1608/12 errichtet. Als Denkmal ist sie in die Bayerische Denkmalliste eingetragen.

## Baugeschichte
Vermutlich besteht eine Kirche in Lützelburg seit der Ortsgründung um 1100, die jedoch urkundlich nicht belegt ist. Auch das Georgspatrozinium der Kirche, das während der Kreuzfahrerzeit besonders beliebt war, könnte darauf hinweisen. 1387 überließ der Domdekan Ulrich Burggraf den Kirchensatz und das Patronatsrecht von Lützelburg dem Heilig-Geist-Spital in Augsburg, das 1447 die Grundherrschaft über den ganzen Ort erlangte.
In der zweiten Hälfte des 16. Jahrhunderts erhielt die Kirche einen lutherischen Geistlichen. Der heutige Kirchenbau stammt aus dem Anfang des 17. Jahrhunderts und ersetzte wohl einen romanischen Vorgängerbau. Mit den Bauarbeiten wurde 1608 begonnen. Das Langhaus wurde 1609 und der Chor und Turm 1612 mit Beteiligung oder Aufsicht des Augsburger Baumeisters Elias Holl und des Lützelburger Zimmermeisters Hans Lang errichtet. Durch spätere Umbauten und Zerstörungen ist der Einfluss Holls kaum noch zu erkennen.
Beim Einfall der Schweden in Lützelburg während des Dreißigjährigen Krieges wurde die Kirche 1622 durch einen Brand zerstört. 1641 erfolgte nach Plänen von Karl Dietz d. Ä. durch Johann Ziegler eine Erneuerung des Kirchenbaus. 1761 wurde der Innenraum im Barockstil umgestaltet. 1772 wurde eine heute nicht mehr erhaltene Sakristei angebaut. 1785 konnte ein neuer Hochaltar aus dem Franziskanerkloster Welden erworben werden.
1866 wurde der Innenraum nochmals verändert und neu ausgestattet. 1934 erfolgte eine Renovierung und 1978 eine Außenrestaurierung. 1991 wurde das Langhaus nach Westen verlängert. 2008 begann eine umfassende Sanierung. Die Kosten betrugen 280.000 Euro.

## Konflikt um Lützelburg
Mit der Einführung der Reformation in den Ortsherrschaften des Heilig-Geist-Spitals wurde auch in Lützelburg mit Georg Mayr ein lutherischer Prädikant eingesetzt. Nach dessen Tod hatte das Spital den Prädikanten David Schlump nach Lützelburg beordert. 1576 wurde er vom Landvogtknecht von Buttenwiesen aufgefordert, seine Stelle zu räumen, und schließlich am 1. August 1577 nachts von 20 Bewaffneten verhaftet und unter schwerer Bewachung nach Burgau fortgeschafft und dort festgehalten.
Bei dem Konflikt um Lützelburg stritten die Markgrafschaft Burgau als Hochgericht und das Heilig-Geist-Spital als Niedergericht um die konfessionelle Zugehörigkeit der Bewohner von Lützelburg. 1578 kam es zwischen Burgau und dem Spital der Reichsstadt zu einem Vergleich und der Einführung eines kirchlichen Simultaneums, die den Untertanen Wahlfreiheit des Bekenntnisses ermöglichte. Dies bestand in Lützelburg bis 1603.
Nach den Münchner Verträgen musste 1603 der letzte Prädikant Simon Haderday den Ort verlassen und Lützelburg wurde mit Georg Schöffel nach 60 Jahren wieder Sitz eines katholischen Geistlichen. Die Rekatholisierung der Bewohner gestaltete sich jedoch schwierig. Zwischen 1603 und 1607 wandte sich die Gemeinde in 28 Briefen an die reichsstädtische Obrigkeit, bei ihrer Konfession verbleiben zu dürfen, und bat um die Wiedereinsetzung ihres Prädikanten. Noch 1628 beklagte der Ordensgeistliche Kleophas Miller die mangelnde Glaubensdisziplin seiner Pfarrkinder.

## Architektur
Der flachgedeckte Saalbau mit Rundbogenfenstern und abgeschrägten Ostecken besitzt einen eingezogenen Chor und an der nördlichen Seite einen Satteldachturm.

## Ausstattung
Die Deckenfresken und das Hochaltarbildnis, das den hl. Georg zeigt, schuf Andreas Merkle 1866. Die Orgel wurde 1997 mit 16 Registern von der Orgelbaufirma Offner aus Kissing erbaut. 2024 erfolgte von derselben Orgelbauwerkstätte eine Überholung und Erweiterung auf 17 Register.